# Luc Isebaert
Luc Isebaert (Zwevezele, 22 mei 1941  – Oostende, 30 september 2019) was een Belgische (neuro)psychiater (kinder en jeugd, volwassenen) en psychotherapeut en wereldautoriteit voor oplossingsgerichte therapie. Hij promoveerde in 1966 aan de faculteit geneeskunde van de KU Leuven. Hij was stichter en inspirator van het Korzybski instituut voor oplossingsgerichte therapie en van het Brugse model voor korte therapie. Daarnaast was hij ook stichtend lid van verschillende verenigingen. Hij is gezien als een van de grootste autoriteiten in de wereld van oplossingsgerichte therapie.

## Biografie
Geïnspireerd door het werk van Milton H. Erickson begon hij in 1984 samen met dr. Myriam Le Fevere de Ten Hove en Erwin De Bisscop een studiegroepje om het succes van Erickson en andere interessante therapeuten te begrijpen. Geïnspireerd op onder andere het werk van Gregory Bateson, Salvador Minuchin en Alfred Korzybski richtten ze uiteindelijk de Korzybski Instituten op. Door de jaren heen groeide dit en kwamen er verschillende internationale samenwerkingen tot stand.
Dr. Isebaert heeft verschillende boeken geschreven. Zijn eerste boek is geschreven samen met dr. Marie-Christine Cabie, Pour une Therapie Breve: Le libre Choix du patient comme éthique en psychothérapie, gepubliceerd in 1997.
Dr. Isebaert was verscheidene jaren departementshoofd psychiatrie-psychosomatiek in het AZ Sint-Jan te Brugge.
In verband met een programma rond alcoholgebruik schreef hij een handleiding samen met Jean Pierre Dumoulin: Drinkwijzer, een praktische gids voor verantwoord alcoholgebruik. In samenwerking met het AZ Sint-Jan werd onderzoek gedaan over alcoholafhankelijkheid. Bij dit onderzoek vond hij bij de follow-up dat wanneer de alcoholafhankelijkheid werd opgelost, ook andere problemen zoals angst en depressie opgelost geraakten zonder dat hier rechtstreeks aan gewerkt werd. Er werd ook een multi-center-onderzoek bij chronische en therapieresistente depressieve patiënten georganiseerd.
Eenmaal op pensioen, bleef dr. Isebaert les geven en spreken op conferenties. Hij was gehuwd en woonde te Oostende.
Hij schreef ook het boek De Therapeutische  Alliantie. het Brugs Model, dat bedoeld is om de theoretische basis en toepassingsmogelijkheden van het oplossingsgerichte model uit te leggen. Dr. Isebaert heeft een praktische handleiding geschreven over deze manier van werken: Praktijkboek oplossingsgerichte cognitieve therapie. De Therapeutische  Alliantie. Oplossingsgerichte therapie en begeleiding, dat volgend jaar uitkomt, gaat verder op de practische technieken
Specifiek voor de werkwijze van dr. Isebaert is het gebruik van vragen die de aandacht richten naar dankbaarheid. Een van zijn succesvolle technieken zijn de "3 vragen voor wie gelukkig wil leven" die de leidraad vormen voor een positief dagboek. Dit dagboek is bedoeld om gedurende een langere tijd, dagelijks bij te houden om een positievere manier van denken te trainen zodat dit een langdurige verandering bewerkstelligt in de hersenen. Deze vragen zijn via het Korzybski instituut verspreid en zijn in verschillende versies terug te vinden.
De 3 vragen voor geluk richten zich naar:
1. tevredenheid met de eigen acties: waar is de persoon zelf tevreden over;
2. het opmerken van positieve acties van anderen tegenover zichzelf: wat heeft een ander gedaan voor de persoon waar die tevreden over is en (in sommige versies) hoe heeft de persoon er voor gezorgd dat de kans groter wordt dat deze anderen dit nog eens zullen doen[14];
3. aandacht voor de zintuiglijke ervaring: wat kan de persoon zien, horen, voelen, ruiken, waar deze dankbaar voor is.

Deze focus helpt mensen om de negatieve spiraal van het denken te doorbreken. Kenmerkend voor deze aanpak is de uitnodiging naar de persoon toe om zijn eigen variaties op deze oefening te bedenken.
Dr. Isebaert heeft ook meegewerkt aan het online zelfhulpprogramma voor stress, angst, depressie en burn-out "Mijn Kwartier". In een interview samen met dr. Paul Koeck gaan ze de voordelen na van een online programma ter ondersteuning van bestaande processen van vooruitgang. Psychotherapie gaat niet enkel over een oplossing vinden, maar ook over het versterken en bestendigen van een gewoonte. Dagelijkse herinneringen helpen bij verandering.
- Bibliothèque nationale de France: cb131916862 (data)
- Gemeinsame Normdatei: 129628573
- International Standard Name Identifier: 0000 0000 1704 6559
- Library of Congress Control Number: n2002098499
- Nederlandse Thesaurus van Auteursnamen: 190841192
- Système universitaire de documentation: 035470445
- Virtual International Authority File: 60167623
- WorldCat: E39PBJdWXmW3CYKhbXKtwGttKd